# E-mentor
E-mentor – polskie czasopismo naukowe, które koncentruje się na zagadnieniach związanych z e-learningiem, zarządzaniem wiedzą, e-biznesem, kształceniem ustawicznym oraz w szerszym zakresie – zajmuje się metodami, formami i programami kształcenia na kierunkach ekonomicznych.

## Opis
Czasopismo wydawane jest od października 2003 r. przez Szkołę Główną Handlową w Warszawie oraz Fundację Promocji i Akredytacji Kierunków Ekonomicznych. Zawiera ono recenzowane artykuły naukowe, relacje z wydarzeń środowiskowych, zapowiedzi konferencji, recenzje publikacji oraz opisy interesujących witryn internetowych.
Czasopismo posiada również wersję drukowaną (nakład 1200-1500 egz.), która dystrybuowana jest w ponad 285 ośrodkach akademickich i instytucjach zajmujących się edukacją, jak również wśród przedstawicieli środowiska biznesu. Od października 2003 r. stronę internetową pisma odwiedzono ponad 3 300 000 razy. Dostępna jest wersja anglojęzyczna serwisu zawierająca streszczenia publikowanych artykułów.
Zgodnie z wykazem czasopism punktowanych przez polskie Ministerstwo Nauki publikacjom naukowym w czasopiśmie przyznawanych jest 40 punktów (stan na 5 stycznia 2024).